# Amtsbezirk Radkersburg
Der Amtsbezirk Radkersburg war zwischen 1853 und 1867 eine Verwaltungseinheit im Grazer Kreis in der Steiermark.
Der Amtsbezirk war der Kreisbehörde in Graz unterstellt und besorgte deren Amtsgeschäfte vor Ort. Die Zuständigkeit erstreckte sich neben Radkersburg auf die Ortsgemeinden Abstall, Altdörfl, Dedenitz, Dietzen, Donnersdorf, Dornau, Drauchen, Größing, Gruisla, Halbenrain, Haselbach, Haseldorf, Hof, Hummersdorf, Hürth, Jörgen, Karla, Klöch, Laafeld, Laasen, Leitersdorf, Neusetz, Oberpurkla, Patzen, Pfarrsdorf, Pechla (Pfarre Straden), Plipiz, Plipitzberg, Pölten, Pridahof, Radochen, Schirmdorf, Schöpfendorf, Sicheldorf, Sögersdorf, Tieschen, Unterpurkla, Weichselbaum, Windischgoritz und Zelting.